# Allapoderus pungwensis
Allapoderus pungwensis es una especie de coleóptero de la familia Attelabidae.

## Distribución geográfica
Habita en Zimbabue.